# Dirty Paws
"Dirty Paws" é uma canção escrita e gravada pela banda islandesa de indie folk/indie pop rock Of Monsters and Men para seu primeiro álbum de estúdio, My Head Is an Animal (2011). É a faixa de abertura, e o título do álbum vem de um verso na música e foi lançado seu em abril de 2012 no Reino Unido, Irlanda e Europa. A música pode ser ouvida no trailer do filme A Vida Secreta de Walter Mitty, estrelado por Ben Stiller.

## Lista de faixas
| Download Digital / CD / Single Promocional |              |         |  |
| N.º                                        | Título       | Duração |  |
| 1.                                         | "Dirty Paws" | 4:28    |  |

## Tabelas

### Paradas musicais
| Paradas (2012—14)                                  | Melhor posição |
| -------------------------------------------------- | -------------- |
| Islândia (Tónlist)                                 | 10             |
| Suíça (Schweizer Hitparade)                        | 75             |
| Nova Zelândia (Recorded Music NZ)                  | 35             |
| Estados Unidos (Billboard Adult Alternative Songs) | 22             |
| Estados Unidos (Billboard Alternative Airplay)     | 19             |
| Estados Unidos (Billboard Rock Airplay)            | 25             |